# Makoto Raiku
Makoto Raiku (雷句誠 'Raiku Makoto'?), nació el 23 de agosto de 1974 en Gifu - Japón. Raiku empezó su carrera en el manga como ayudante de Kazuhiro Fujita en su manga Ushio & Tora. Fue aceptado para la universidad de Manga. Empezó creando varios one-shots para la antología de Shōnen manga como Bird Man (El hombre pájaro -1991-)que trata sobre un piloto joven, Hero Ba-Ban (El héroe prohibido)que trata sobre superhéroes débiles pero felices, y Genmai Blade que trata sobre un exorcista medicinal adolescente . En 1999 creó una serie llamada New Town Heroes, esta serie se publicó en Shōnen Sunday Super una publicación temporal que ofrece próximos mangaka y one-shots del libro principal (main Sunday book).

Firma de Makoto Raiku.

En el 2001, Raiku empezó la serie de manga Konjiki No Gash!! que empezó a publicarse en la revista Shogakukan's Shōnen Sunday y en el 2003, inspirando una versión de anime (Konjiki No Gash Bell!) producido por Toei Animation. Ambas versiones son muy populares en Japón. En EE. UU. el manga y anime son conocidos como Zatch Bell!. En un capítulo del manga de Zatch Bell! , Raiku hace aparición con su propia historia, y también juega el papel del compañero de Ponygon en el juego, Zatch Bell!: Electric Arena. En el 2003 el manga ganó en los Shogakukan Manga Awards como Best Boys Manga (El mejor manga para chicos).
En el año 2013 su obra Dōbutsu no Kuni recibió el Kodansha Manga Award al mejor manga para niños.

## Trabajos
- Bird Man (1991)
- Newtown Heroes (ニュータウン・ヒーローズ Nyūtaun Hīrōzu?)
- Genmai Blade (玄米ブレード Genmai Burēdo?,  "genmai" significa arroz crudo)
- Zatch Bell! (金色のガッシュ!! Konjiki no Gasshu!!?) (2001 manga) (2003 anime)
- Grief Warrior Hero Ba-Ban (哀愁戦士ヒーローババーン Aishū Senshi Hīrō Babān?)
- Animal Country (どうぶつの国 Dōbutsu no Kuni?)

## Asistentes
- Yellow Tanabe
- Aiko Koyama
- Youhei Sakai

## Asistentes compañeros
- Kazurou Inoue
- Tatsuya Kaneda
- Nobuyuki Anzai